# Guy Ryder

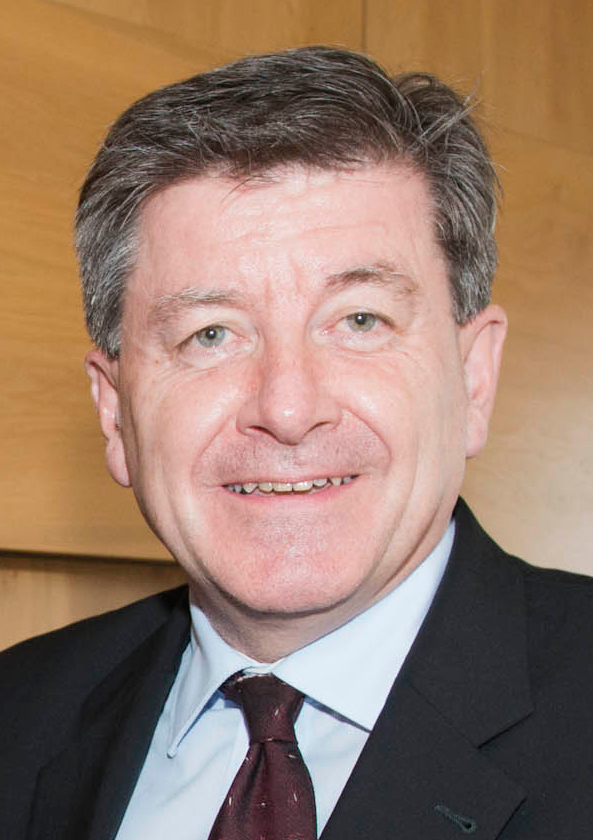
Guy Ryder (2014)

Guy Ryder (ur. 3 stycznia 1956 w Liverpoolu) – brytyjski związkowiec, w latach 2012–2022 dyrektor generalny Międzynarodowej Organizacji Pracy.

## Życiorys
W latach 2006–2010 był sekretarzem generalnym Międzynarodowej Konfederacji Związków Zawodowych (ITUC). Działał w organizacji Global Call to Action Against Poverty (GCAP - Globalne Wezwanie do Przeciwdziałania Ubóstwu). 28 maja 2012 został dyrektorem generalnym Międzynarodowej Organizacji Pracy, uzyskał 30 z 56 głosów w radzie administracyjnej Międzynarodowego Biura Pracy, wygrywając z kandydatami z Francji, Kolumbii, Szwecji i trzema z Afryki. Objął obowiązki w październiku 2012, ponownie wybrany na ten urząd 7 listopada 2016. Kadencję zakończył 30 września 2022. Po zakończeniu kadencji został podsekretarzem generalnym ds. polityki w biurze wykonawczym António Guterresa, sekretarza generalnego Organizacji Narodów Zjednoczonych.

## Odznaczenia
W 2009 otrzymał order Order Imperium Brytyjskiego zaś w 2019 Order Przyjaźni Federacji Rosyjskiej.